# パッセロ岬沖海戦
パッセロ岬沖海戦 (パッセロみさきおきかいせん、英語: Action off Cape Passero) は、第二次世界大戦の地中海攻防戦において、1940年（昭和15年）10月11日深夜から10月12日未明にシチリア島南東沖でイギリス海軍の地中海艦隊と、イタリア王立海軍の駆逐艦及び水雷艇との間で戦われた海戦である。
この夜戦は、連合国軍のマルタへの補給作戦の結果生起した。イタリア王立海軍の水雷戦隊がイギリス軍輸送船団を襲撃したが、護衛の英軽巡洋艦エイジャックス (HMS Ajax) の邀撃によりイタリア水雷艇2隻が沈没、さらに夜戦で損傷したイタリア駆逐艦1隻が英重巡洋艦ヨーク (HMS York, 90) に撃沈された。

## 背景
1940年（昭和15年）10月、イギリス海軍の地中海艦隊 (Mediterranean Fleet) は、地中海戦域においてアレクサンドリアからマルタへの補給作戦（MB6作戦）を開始した。マルタへ向かうMF4船団は4隻の貨物船からなり、防空巡洋艦2隻と駆逐艦4隻によって護衛されていた。
この船団の支援のため、戦艦と空母を含む地中海艦隊の主力艦も出撃した。駆逐艦インペリアル (HMS Imperial, D09) が機雷原で損傷した以外は特に何事も無く、10月11日に船団は目的地マルタに着いた。悪天候のためこの時までイギリス輸送船団や護衛部隊は発見されず、イタリア艦隊による妨害を受けることは無かった。だが、帰投する部隊はマルタ出航後すぐにイタリア機に発見された。

## 戦闘

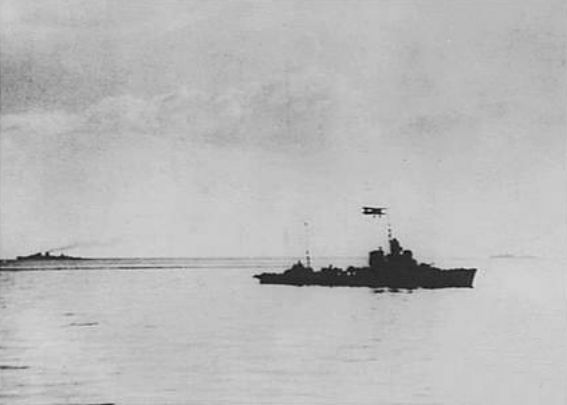
手前はイタリア海軍の駆逐艦アルティリエーレ。左奥の艦はイギリス海軍の軽巡洋艦エイジャックス。

イタリア王立海軍 (Regia Marina) の艦隊司令官イニーゴ・カンピオーニ提督は、イギリス艦隊がジブラルタルへ向かう場合に備えて駆逐艦部隊にボン岬へ向かうよう命じた。カンピオーニ提督は敵船団に対し大型艦を向かわせるには既に遅すぎると判断した。同じ頃、イタリア駆逐艦4隻と水雷艇3隻が北緯35度45分から北緯35度25分の間を哨戒していた。それらは第11駆逐隊（カルロ・マルゴッティーニ大佐）が指揮するソルダティ級駆逐艦 (Classe Soldati) 4隻 (アルティリエーレ〈旗艦〉、カミチア・ネーラ、アヴィエーレ、ジェニエーレと、第1水雷隊（アルベルト・バンフィ大佐、アイローネ座乗）のスピカ級水雷艇 (Classe Spica) 3隻 (アリエール、アルチオーネ、アイローネ) であった。これらは南北に並び西に向かって航行していた。
一方、イギリス側では第7巡洋艦戦隊 (7th Cruiser Squadron) が偵察のため先行していた。
10月12日午前1時35分、第7巡洋艦戦隊の軽巡洋艦エイジャックス（艦長マッカーシー大佐）は、その左舷前方19,600ヤードの場所を東に航行していた伊水雷艇アルチオーネに発見された。続いて伊水雷艇2隻（アイローネ、アリエール）も英軽巡を発見し、合計3隻のイタリア水雷艇は全速力で敵巡洋艦に向かっていった。1時55分、英軽巡エイジャックスも伊水雷艇2隻（アイローネ、アリエール）を発見した。
1時57分、イタリア水雷艇3隻が魚雷を発射した。アルチオーネが1900ヤードの距離で2本の魚雷を発射、アイローネも2本を発射し、アリエールは1本を発射した。しかし、英軽巡エイジャックスが増速と変針したことで魚雷はすべて外れた。アイローネはさらに2本の魚雷を発射するとともに砲撃を行った。魚雷は命中しなかったが、砲撃は3発がエイジャックスに命中した。
一方、英軽巡エイジャックスもイタリア水雷艇に対し砲撃を開始する。まず、伊水雷艇アリエールが被弾し20分後に沈没した。アリエールでは艦長を含め大部分の乗員が戦死した。アリエールは撃沈される前に魚雷1本を発射したとされる。次はアイローネが命中弾を受けた。アイローネはすぐに戦闘不能となり炎上して3時34分に沈没した。
もう1隻の水雷艇アルチオーネは無傷であり、砲撃を行った後2時3分に接触を絶った。

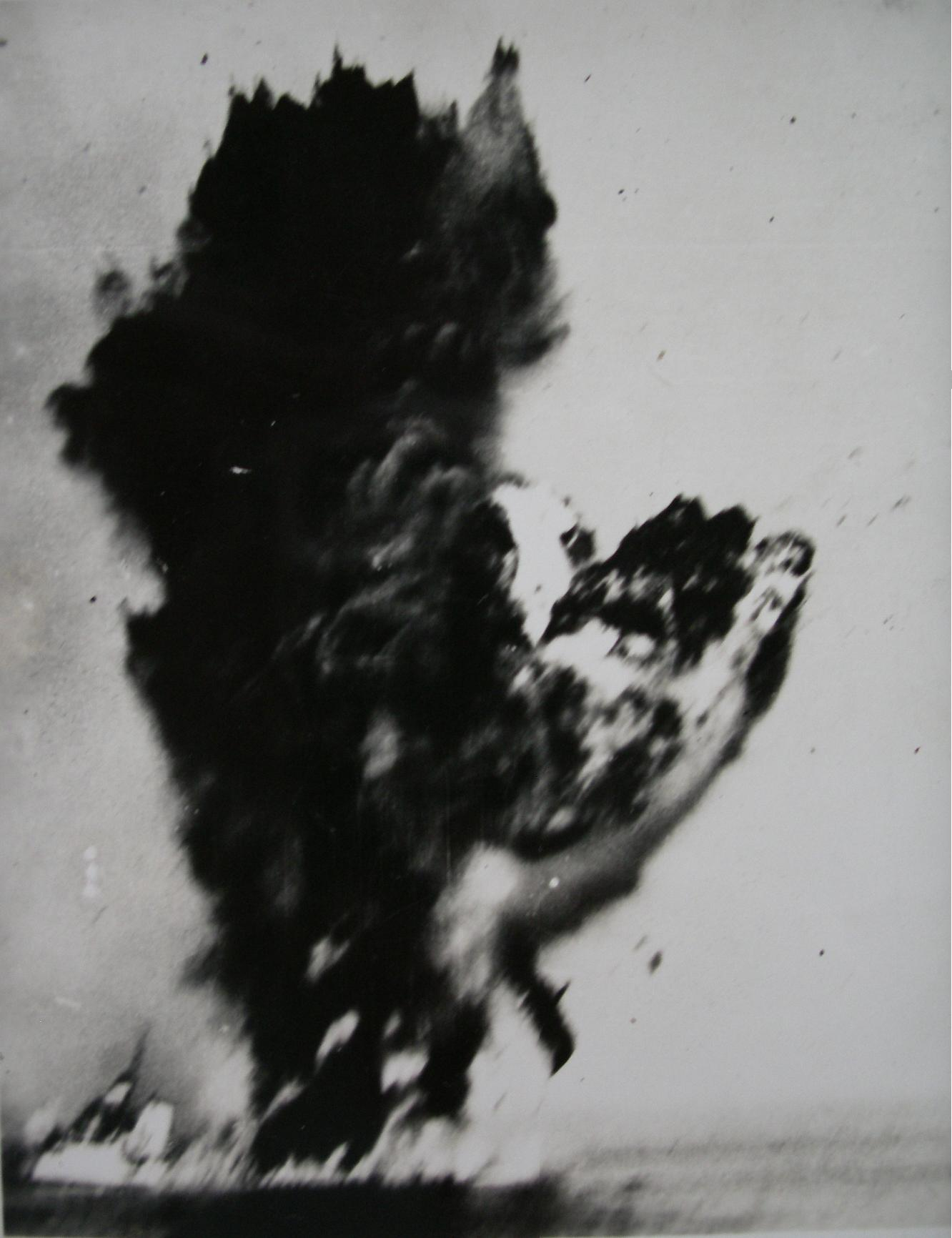
重巡洋艦ヨークに撃沈されたアルティリエーレ。

2時10分、北上していた伊駆逐艦アヴィエーレ (Aviere) が英軽巡エイジャックスを発見した。アヴィエーレは英軽巡に対し砲撃を行ったが、反撃により被弾損傷して戦場を離脱した。アヴィエーレは英軽巡に対し魚雷を発射しようとしたが、出来なかった。
2時29分からは、英軽巡エイジャックスと伊駆逐艦アルティリエーレ (Artigliere) が交戦する。アルティリエーレは魚雷を発射しようとしたところで英軽巡から砲撃された。アルティリエーレは1本の魚雷を発射し2800ヤードで3回斉射した後、被弾した。発射した魚雷は外れたが、4.7インチ砲弾4発が命中し、エイジャックスのレーダーなどを損傷させた。一方のエイジャックスも伊駆逐艦カミチア・ネーラ (Camicia Nera) を砲撃後（命中弾なし）、戦闘を打ち切った。エイジャックスは13名の死者と20名以上の負傷者を出していた。また、この戦闘で490発の砲弾と4本の魚雷を発射した。
大破した伊駆逐艦アルティリエーレでは、マルゴッティーニ艦長を含めて多数が戦死した。僚艦カミチア・ネーラがアルティリエーレを曳航しようとしたが、空襲や、他の英巡洋艦が現れたため断念している。英空母イラストリアス (HMS Illustrious，87) から発進したソードフィッシュ (Fairey Swordfish) 小数機が損傷したイタリア駆逐艦を襲撃したが、魚雷は1本も命中しなかったという。結局、伊駆逐艦アルティリエーレは英重巡洋艦ヨーク (HMS York, 90) によって撃沈された。生存者の大部分は、翌日以降イタリア海軍によって救助された。なお、カミチア・ネーラは無事帰投している。また、アルチオーネは敵艦が去ったあと再び戦闘海域に戻ってきて、アリエールとアイローネの生存者を救助した。
この海戦後、イタリア王立空軍 (Regia Aeronautica) は戦場を離脱してゆくイギリス地中海艦隊を爆撃し、空母と重巡洋艦に命中弾を与えたと主張した。イギリス側の記録では、10月12日に英空母イーグル (HMS Eagle) がSM.79 (Savoia-Marchetti SM.79 Sparviero) の爆撃で至近弾をうけた。 
また10月13日にドデカネス諸島レロス島を襲撃した英空母イラストリアスと護衛部隊をイタリア空軍がエーゲ海で襲撃し、SM.79が英軽巡リヴァプール (HMS Liverpool, C11) を撃破した。

## 結果
イギリス海軍、イタリア海軍とも、戦果を過剰に見積もって大本営発表をおこなった。
イタリア海軍は初めて、夜戦におけるイギリス海軍の技術や装備が優れていることに気づいた。もしイタリアが技術的な差を埋めようとすれば、イギリス海軍による照明弾や探照灯、焼夷弾の大規模な使用に対抗しなければならなかった。また、イタリアは敵によるレーダーの使用も疑ったが、この時まではそれは単なる推測でしかなかった。イタリアは、航空偵察における欠陥が主力部隊の素早い展開を妨げ、イギリス側に状況が不利であれば戦闘を回避できるという有利な状況をもたらした、と結論付けた。